# Chiesa di Sant'Antonio Abate (Pescocostanzo)
La chiesa di Sant'Antonio Abate si trova a Pescocostanzo, in provincia dell'Aquila, sulla vetta dello sperone roccioso in cui sorse il primo nucleo cittadino col nome di Pesco o Peschio.
Di origine duecentesca, possiede una torre campanaria angolare con campanile a vela, ristrutturato dopo i danni provocati dagli eventi bellici del 1943-44. Come ricordato da un'iscrizione che sovrasta il portale, la chiesa appartenne fino al 1777 all'Ordine degli Antoniani. All'interno, sull'altare, vi è una tela seicentesca con effigie di Sant'Antonio Abate e scene della sua vita.
Al santo viene dedicata una festa che ha luogo il 17 gennaio.